# École d'ingénieurs du canton de Vaud
L'École d'ingénieurs du canton de Vaud (EIVD) est une école professionnelle vaudoise, qui fait partie, depuis 2004, de la Haute école d'ingénieurs et de gestion du Canton de Vaud (HEIG-VD).

## Histoire
1956 voit la naissance à Lausanne du Technicum Cantonal Vaudois (TCV), rebaptisé École technique supérieure de l’État de Vaud (ETSEV) en 1969.
En 1975, l’école emménage dans des nouveaux locaux à Yverdon-les-Bains.
Dès 1979, l’école porte le nom d'École d’ingénieurs de l’État de Vaud (EINEV).
En 1998, les 3 écoles d’ingénieurs vaudoises sont regroupées à savoir l’École d’ingénieurs de Lausanne (EIL), l’École suisse d’ingénieurs des industries graphique et de l’emballage (ESIG+) et l’École d'ingénieurs de l’État de Vaud (EINEV). La nouvelle entité porte le nom d’École d’ingénieurs du Canton de Vaud (EIVD).